# Бакшеев, Николай Сергеевич
Николай Сергеевич Бакшеев (1 мая 1911, Стариково — 3 октября 1974, Киев) — советский акушер-гинеколог, доктор медицинских наук (с 1951 года), профессор (с 1952 года), член-корреспондент АМН СССР (с 1966 года).

## Биография
Родился 1 мая 1911 года в селе Стариково Курской губернии (ныне Шебекинского района Белгородской области) в большой крестьянской семье. Когда мальчику было 9 лет (по другим данным — 11 лет), на его глазах односельчанин убил отца. Всех детей отдали на воспитание родным — Николай попал к тетке, которая была монахиней. Много лет будущий выдающийся гинеколог прожил в келье с тетей. Потом старший брат взял на себя функции отца: самостоятельно воспитал и дал образование всем детям.
В 1933 году окончил Харьковский медицинский институт и остался работать в нем. Николай Сергеевич сам выбрал медицину, хотел стать хирургом, но мест не оказалось. Тогда его товарищ сказал, что есть место акушера-гинеколога, и молодой врач мог бы немного поработать, ожидая места в хирургии. Так Николай Сергеевич попал на кафедру акушерства и гинекологии при Харьковском институте.
Вскоре был призван в ряды Красной армии, где заболел туберкулёзом лёгких. После демобилизации вернулся домой в Харьков, к работе на кафедре акушерства и гинекологии, выполнил кандидатскую диссертацию и успешно защитил ее в 1941 году. После защиты диссертации срочно отправился в Ялту на лечение, в санаторий для больных туберкулёзом.
Летом 1941 года, с началом Великой Отечественной войны, вернулся в Харьков, где продолжил лечение. Осенью немцы оккупировали город, и Николай Сергеевич оказался на оккупированной территории. Работал в больнице акушером-гинекологом, помогал подпольщикам. Прошел две оккупации Харькова, работая в госпиталях. Был в комиссии по вывозу людей к Германии и пытался спасать людей, ставя несуществующие диагнозы — это позволяло им оставаться в Харькове. Его товарища — фтизиатра, которому он поставил «липовый» туберкулёз, после проверки немецкими специалистами прилюдно расстреляли. После освобождения города руководством государства был награждён медалью «Партизан Великой Отечественной войны».
В 1943-1948 годах — ассистент кафедры акушерства и гинекологии Харьковского медицинского института, в 1948-1950 годах — доцент Львовского медицинского института. Там и начал работу над докторской диссертацией — проводил исследования препарата грамицидин «С». Это был отечественный антибиотик, полученный в лабораторных условиях в Москве и не утверждённый фармакологическим комитетом. Во время работы над диссертацией ученый перенёс экспериментальный сепсис — кролик, которому он вводил высоковирулентные штаммы микроба, разорвал перчатку и поранил руку. Во Львове в то время была очень напряженная ситуация — в клинику Николай Сергеевич ночью выезжал только с охраной. К тому же Бакшеев, который был родом из Белгородской области, не очень хорошо говорил на украинском.
С 1950 по 1959 год заведовал кафедрой акушерства и гинекологии Ужгородского университета и одновременно был деканом лечебного факультета. В 1951 году защитил докторскую диссертацию на тему «Применение грамицидина С в акушерстве и гинекологии». До недавнего времени все поздние прерывания беременности осуществлялись по методике Бакшеева с помощью грамицидина «С».
В 1959-1974 годах заведовал кафедрой акушерства и гинекологии Киевского медицинского института.
С 1959 года — главный акушер-гинеколог Минздрава УССР.
Был женат на Аглае Александровне Манжуловской, онкогинекологе, которая первой в Советском Союзе сделала пересадку костного мозга. Её диссертация была посвящена профилактике нарушений гемопоэза у пациентов с раком яичников перед химиотерапией. Идея заключалась в том, чтобы перед «химией» брать у пациенток костный мозг, консервировать его и потом подсаживать, восстанавливая таким образом кроветворения.
После двух внематочных беременностей Аглаи Александровны семья решила усыновить ребенка — сына Николая (1950 по 1988 гг.), который также стал акушером-гинекологом и работал в Киевском роддоме № 5. Внук — Сергей Николаевич Бакшеев, также акушер-гинеколог Киевского родильного дома № 3.
Умер в Киеве 3 октября 1974 года. Похоронен на Байковом кладбище.

## Научная и общественная деятельность
Автор около 230 научных трудов, в том числе 14 монографий и учебных пособий. Труды посвящены физиологии и патологии сократительной функции матки, реанимации в акушерстве и гинекологии, онкологии и прочее. Под его руководством выполнено 20 докторских диссертаций и 52 кандидатских.
Был Председателем правления Украинского общества акушеров-гинекологов, членом президиума и заместителем председателя Всесоюзного общества акушеров-гинекологов, ответственным секретарем журнала «Педиатрия, акушерство и гинекология», членом редколлегии журнала «Акушерство и гинекология».

## Награды
Лауреат премий имени В. С. Груздева (за 1972 год), премий имени В. Ф. Снегирева и имени А. В. Палладина (посмертно, 1976). Награждён медалью «Партизану Отечественной войны» II степени.

## Избранные труды
- Бакшеев Н. С. Маточные кровотечения в акушерстве. — 2-е изд., испр. и доп. — Киев: Здоров'я, 1970. — 456 с. (1-е изд. вышло в 1966 под загл.: Маточные кровотечения в родах и раннем послеродовом периоде)
- Бакшеев Н. С., Падченко И. К. Мочеполовой трихомоноз у женщин. — М.: Медицина, 1971. — 224 с. — 15 000 экз.
- Бакшеев Н. С. Клинические лекции по акушерству. — М.: Медицина, 1972. — 512 с. — 40 000 экз.
- Бакшеев Н. С., Миляновский А. И., Ильяшенко Н. А. Злокачественные новообразования женских половых органов. — М.: Медицина, 1977. — 328 с. — 15 000 экз.